# كارين عطية
كارين عطيّة (بالإنجليزية: Karen Attiah)‏ من مواليد 12 أغسطس 1986؛ هيَ كاتبة آراء غانية-أمريكية ومُحرّرة في صحيفة واشنطن بوست. وُلدت عطيّة في شمال شرق ولاية تكساس في عام 1986 من أم نيجيرية-غانية وأبٍ غاني. حصلت على درجة البكالوريوس في جامعة نورث وسترن ثم نالت منحة فولبرايت للدراسة في مدينة أكرا بغانا لكنّها سرعان ما عادت لتنالَ شهادة الماجستير من جامعة كولومبيا في وقت لاحق وذلك قُبيلَ انضمامها لواشنطن بوست.
حظيت كارين عطيّة بمكانة بارزة منذُ تشرين الأول/أكتوبر 2018 وذلك بفضلٍ مُدافعتها عن زميلها الكاتب الصحفي السعودي جمال خاشقجي والذي اختفى في الثاني من تشرين الأول/أكتوبر 2018 في القنصلية السعودية في اسطنبول قبلَ أن تُفصح المملكة عن مقتله على يدِ عناصر مارقة في ظل شكوك تحوم حولَ هذه الفرضيّة. خلالَ مُقابلة لها مع ماري كلير؛ أكدت كارين على أنها عادت لرسائلها معَ جمال في واتساب لتذكر ما دار بينهما قبيلَ اختفائه لكنها صُدمت حينَما خالجها شعور بأن جمال حصل لهُ ما هوَ أسوأ. في الخامس من أكتوبر وبعدَ ثلاث أيام من اختفائه؛ تضامنت كارين وصحيفة واشنطن بوست معَ خاشقجي من خلال تركِ عموده فارغًا تحت عنوان «صوت مفقود» وقد أيدها في هذا كل من كريستيان آمانبور و1,206 آخرين.

## وصلات خارجية
- مودنة كارين عطيّة الشخصيّة
- مقابلة كارين عطيّة معَ نيويورك تايمز